# Новосакмарск (Ибрагимовский сельсовет)
Новосакмарск — деревня в Кувандыкском городском округе Оренбургской области.

## География
Находится на правом берегу Сакмары на расстоянии примерно 9 километров на север-северо-восток от окружного центра города Кувандык.

## Климат
Климат умеренно-континентальный. Времена года выражены чётко. Среднегодовая температура по району изменяется от +4,0 °C до +4,8 °C на юге. Самый холодный месяц года — январь, среднемесячная температура около −20,5…−35 °C. Атмосферных осадков за год выпадает от 300 до 450—550 мм, причём большая часть приходится на весенне-летний период (около 70 %). Снежный покров довольно устойчив, продолжительность его, в среднем, 150 дней.

## История
В 1901 году где-то в этих местах располагался хутор Ново-Сакмарский. Предания же гласят, что в 1930-х годах все население из мордовской деревни Верхняя Бискужа из-за нехватки воды выселилось на новое место на правом берегу Сакмары, основав Новосакмарск. Однако место по какой-то причине не понравилось, и вскоре деревня ещё раз сменила дислокацию, расположившись у горы Мэтрэс, где и находится ныне. До 2016 года входило в Ибрагимовский сельсовет Кувандыкского района, после реорганизации этих муниципальных образований в составе Кувандыкского городского округа. Ныне фактически превратилась в дачный посёлок.

## Население
Постоянное население составляло 6 человек в 2002 году (67 % русские, 33 % башкиры), 0 в 2010 году.